# Bit Managers
Bit Managers, antiguamente conocida como New Frontier, fue una empresa desarrolladora de videojuegos con sede en Barcelona.

## Historia
La compañía fue fundada en 1988 con el nombre de New Frontier por Angel Badia, José Vila e Isidro Gilabert más adelante se incorporó Juan José Frutos. Inicialmente programaron juegos para ZX Spectrum, Amstrad y MSX, pero no tuvieron demasiado éxito, aunque la verdadera especialidad de la misma antes del cambio del nombre, fueran las conversiones de videojuegos entre sistemas. También lo intentaron en el mundo de ordenadores de 16 bits con Atari St y Amiga, con proyectos como Superlopez y Makinavaja "el último chorizo", pero que nunca llegaron a ver la luz. Se hicieron cargo de la conversión a MSX del juego de Taito Continental Circus. Lo que hicieron fue un port del juego de Spectrum de 48k, sin sonido alguno y sin retocar en vez de trabajar con la de 128k.
En 1992, la compañía cambió su nombre a Bit Managers y empezaron a crear juegos para consolas (especialmente para la Game Boy de Nintendo). Esta fue su mejor época, crearon juegos innovadores basados en personajes de cómics como Astérix, Los Pitufos o Tintín para la compañía Infogrames. Además, en esa época en la que casi ninguna empresa traducía los videojuegos al castellano, ellos lo hacían con los suyos.
En 1997, fueron elegidos por Acclaim entre varios estudios para desarrollar la saga Turok para Game Boy.
En 1998, el año del lanzamiento de Game Boy Color, Bit Managers fue la primera desarrolladora third-party en finalizar dos títulos para Game Boy Color (Turok II y Sylvester & Tweety). En ese año, la empresa fue comprada por la empresa española de videojuegos arcade Gaelco. Entonces, versionaron a PlayStation el juego arcade Radikal Bikers de Gaelco, así como una versión de Game Boy Color que no llegó a ser publicada oficialmente, pero ha sido publicada en internet.
En 2001, los antiguos socios de Bit Managers compraron de nuevo la empresa y continuaron con su relación con Infogrames lanzando varios juegos, esta vez para Game Boy Advance.
En 2005, la empresa española Virtual Toys compró Bit Managers, pasando a formar parte de dicha compañía. Actualmente Bit Managers es conocida como Virtual Toys Barcelona.

## Juegos
| Título                            | Consola                   | Distribuidor  | Fecha           |
| --------------------------------- | ------------------------- | ------------- | --------------- |
| The Morning Adventure             | Game Boy Advance          | Virtual Toys  | Verano 2003     |
| Inspector Gadget racing           | Game Boy Advance          | LSP           | Navidad 2002    |
| La venganza de los Pitufos        | Game Boy Advance          | Infogrames    | Otoño 2002      |
| Droopy´s Tennis Open              | Game Boy Advance          | LSP           | Verano 2002     |
| Astérix y Obélix Paf! por Tutatis | Game Boy Advance          | Infogrames    | Febrero de 2002 |
| Baby Felix Halloween              | Game Boy Color            | LSP           | Navidad 2001    |
| Tintín en el Tíbet                | Game Boy Color            | Infogrames    | Primavera 2001  |
| Tintín en el templo del sol       | Game Boy Color            | Infogrames    | Navidad 2000    |
| Turok 3: Shadow of Oblivion       | Game Boy Color            | Acclaim       | Verano 2000     |
| UEFA 2000                         | Game Boy Color            | Infogrames    | Verano 2000     |
| Radikal Bikers                    | PlayStation               | Infogrames    | Verano 2000     |
| Ronaldo V-Football                | Game Boy Color - B/W      | Infogrames    | Navidad 1999    |
| Turok: Rage Wars                  | Game Boy Color            | Acclaim       | Navidad 1999    |
| Die-Maus                          | Game Boy Color            | Infogrames    | Otoño 1999      |
| Astérix & Obélix                  | Game Boy Color            | Infogrames    | Verano 1999     |
| Hugo 2 1/2                        | Game Boy Color - B/W      | Infogrames    | Verano 1999     |
| Turok 2: Seeds of Evil            | Game Boy Color - B/W      | Acclaim       | Navidad 1998    |
| Silvestre y Piolín                | Game Boy Color - B/W      | Infogrames    | Navidad 1998    |
| Ottifanten                        | Game Boy                  | Infogrames    | Otoño 1998      |
| Sea Battle                        | Game Boy                  | Infogrames    | Otoño 1998      |
| Bang!                             | Coin-op                   | Gaelco        | Primavera 1998  |
| Die-Maus                          | Game Boy                  | Infogrames    | Primavera 1998  |
| Turok: Battle of the bionosaurs   | Game Boy                  | Acclaim       | Navidad 1997    |
| Hugo 2                            | Game Boy                  | Laguna        | Navidad 1997    |
| Tintín en el templo del sol       | Game Boy                  | Infogrames    | Primavera 1997  |
| Spirou                            | Game Boy                  | Infogrames    | Navidad 1996    |
| Tintín en el Tíbet                | Game Gear                 | Infogrames    | Otoño 1996      |
| Tintín en el Tíbet                | Game Boy                  | Infogrames    | Verano 1996     |
| Astérix & Obélix                  | Super Nintendo            | Infogrames    | Navidad 1995    |
| Astérix & Obélix                  | Game Boy                  | Infogrames    | Verano 1995     |
| Los Pitufos                       | Game Gear - Master System | Infogrames    | Navidad 1994    |
| Los Pitufos                       | NES                       | Infogrames    | Otoño 1994      |
| Los Pitufos                       | Game Boy                  | Infogrames    | Verano 1994     |
| The Adventures of Pinocchio       | Game Boy                  | Nintendo      | 1993            |
| Metal Masters                     | Game Boy                  | Electro Brain | Navidad 1993    |
| Astérix                           | NES                       | Infogrames    | Otoño 1993      |
| Astérix                           | Game Boy                  | Infogrames    | Verano 1993     |
| Bomb Jack                         | Game Boy                  | Infogrames    | Verano 1992     |
| Pop Up                            | Game Boy                  | Infogrames    | Primavera 1992  |
| Mystical                          | Spectrum                  | Infogrames    | Otoño 1991      |
| The light corridor                | Spectrum, Amstrad, MSX    | Infogrames    | Verano 1991     |
| North & South                     | Spectrum, Amstrad, MSX    | Infogrames    | Navidad 1990    |
| Hostages                          | Spectrum, Amstrad, MSX    | Infogrames    | Primavera 1990  |
| Magic Johnson Basketball          | Spectrum, Amstrad, MSX    | Zafiro        | Primavera 1990  |
| Time Out                          | Spectrum, Amstrad, MSX    | Zafiro        | Navidad 1988    |